# Adolf von Rochow
Adolf Friedrich August von Rochow, auch Adolph Friedrich August von Rochow, (* 26. April 1788 in Berlin; † 15. April 1869 in Stülpe) war Gutsbesitzer, preußischer Oberst, Landtagsmarschall, Hofmarschall und Kommendator des Johanniterordens.

## Leben

### Herkunft
Adolf (Adolph) entstammte der Adelsfamilie von Rochow und war der älteste Sohn von Friedrich Ludwig von Rochow (1745–1808) und dessen zweiter Ehefrau Anna, geborene von Schmalensee (1765–1801). Der Vater war zeitweilig preußischer Offizier im Regiment der Gardes du Corps und ließ das neue Herrenhaus in Plessow um 1788 erbauen. Die Familie der Mutter entstammte dem Mecklenburger Landadel, urkundlich zuerst 1386 erwähnt. Rochow wurde bekannt als Landtagsmarschall des vereinigten II. Landtags und Hofmarschall des Wilhelm Prinz von Preußen (1783–1851), seit 1853 bei der Neugründung als erster Kommendator der brandenburgischen Genossenschaft des Johanniterordens. Nach dem Tod seines Vetters Leutnant Rochus von Rochow (1797–1819) wurde er 1819/20 Gutsherr auf Stülpe, Holbeck, Ließen, Schmielickendorf und Riesdorfer Heide.

### Militärkarriere
Rochow besuchte früh die Académie militaire in Berlin. Seine Karriere begann knapp siebzehnjährig bei der Garde als Fähnrich der Preußischen Armee in Potsdam, bis zur Schlacht bei Auerstedt. Nach Rückzugsgefechten geriet er in Gefangenschaft und wurde auf sein Ehrenwort hin entlassen. Bei einem Duell verletzte er den französischen Besatzungsoffizier Herrn von Canoville, worauf Rochow ins Exil nach Österreich ging. Nach der Rückkehr war Rochow 1809 einer der wenigen Überlebenden des Schill’schen Freikorps und wurde mit den restlich verbliebenen Mitstreitern vor das Kriegsgericht gestellt. Die Strafe war eine dreimonatige Festungshaft in Kolberg, Begründung im Urteil: „ohne Befehl des Königs in Aktivität gegangen“. Nach Arrestende hielt er sich kurz in Rom auf, dann in Wien. Wieder zurückgekehrt meldete sich Rochow beim Regiment und nahm an den Schlachten bei Leipzig und Paris teil.
Nach der Schlacht bei Waterloo 1815 erhielt Rochow die Beförderung zum Rittmeister und neben beiden Klassen des Eisernen Kreuzes den Orden des Heiligen Wladimir IV. Klasse. Später wurde er noch außer der Reihe zum Major befördert und dem 1. Brandenburgisches Dragoner-Regiment Nr. 2 aggregiert. Viele militärische und zivile Orden sind Rochow noch verliehen worden: Roter Adlerorden I. Klasse mit Eichenlaub, die Großkreuze des Verdienstordens vom Heiligen Michael und des Ordens Philipps des Großmütigen mit Schwertern, das Kommandeurkreuz I. Klasse des Ludwigsordens und den Orden der Heiligen Anna II. Klasse in Brillanten. Nach dem Frieden 1813/14 ließ sich Rochow beurlauben und begann in Berlin ein Jurastudium.

### Familiengründung
Rochow heiratete am 20. März 1820 in Berlin Wilhelmine von Brösigke (1803–1835), Tochter des Gutsbesitzers Wilhelm von Brösigke (1767–1824) und der Friederike Luise Henriette, geborene von Krosigk (1772–1825). Aus der Ehe gingen die beiden Töchter Anna Hippolyta (1821–1896) und Maria, verheiratet mit Ernst von Wallenberg, hervor. Drei Söhne, Wichard (1822–1886), Wilhelm Rochus (1824–1853) und Adam Ernst III. (1826–1909) besuchten die Ritterakademie in Brandenburg an der Havel und schlugen zu Beginn alle eine Offizierslaufbahn ein, mit unterschiedlicher Intensivität und Erfolg. Wichard wurde Generalmajor, Wilhelm Rochus K. u. K. Oberleutnant. Adam Ernst III. nahm als Leutnant seinen Abschied und lebte mit seiner aus England stammenden Frau Emma Sarah bis zu seinem Tode in Paris. Er bekam vom Vater eine Abfindung und verzichte mehrfach auf alle Ansprüche aus dem alten Lehnsrecht. Der vierte Sohn Friedrich Ludwig V. starb vierjährig bereits 1837. Über die Familie seiner Frau erbte Adolf Friedrich August von Rochow nach dem Tod seines Schwiegervaters 1824 diesen Stammsitz der Familie von Broesigke das Gut Ketzür, nämlich Ketzür II mit Gortz II, Kreis Westhavelland, und überschrieb dieses seinen Töchtern und Söhnen. Nach den Unterlagen im Domarchiv Brandenburg veräußerten dann die damals noch lebenden Kinder diese Besitzung 1883.

### Hofamt
Das Hofamt eines Hofmarschalls beim Prinzen Wilhelm von Preußen, vierter und jüngster Sohn von König Friedrich Wilhelm II. und der Friederike Luise von Hessen-Darmstadt, trat Rochow 1830 an.
Zuvor war Rochow dessen Ordonnanzoffizier und Adjutant. Prinz Wilhelm diente in den Jahren 1824 bis 1829 als Gouverneur der Bundesfestung Mainz. Von 1830 bis 1832 war er Generalgouverneur der Provinzen Rheinland und Westfalen. Damit verband sich für Rochow die Verpflichtung, mindestens die Hälfte des Jahres in der Nähe des Dienstherrn zu verweilen. Rochow verpachtete nun kleine Teile seiner Ländereien bei Stülpe und ließ große Aufforstungsmaßnahmen umsetzen, welche die herrschaftlich Forstbeamten betreuten.
Von Ende Februar bis Anfang August 1842 begleitete Rochow Prinz Wilhelm auf eine Reise durch Italien, Sizilien und Malta. Ein Jahr später folgten Reserveübungen beim heimischen Militär und die Beförderung zum Oberstleutnant. Wilhelm von Preußen diente von 1834 bis 1839 und noch einmal von 1844 bis 1849 wieder als Gouverneur des Mainzer Bundesfestung. Am 22. Juli 1849 besuchte Wilhelm Stülpe. Nach dem Tod von Wilhelm von Preußen am 28. September 1851 verlegte Rochow – nunmehr Oberst – seinen Wohnsitz wieder ganz nach Schloss Stülpe.

### Landtagsmarschall
Die Ritterschaft des Luckenwalder Kreises wählte den als hochkonservativ geltenden Rochow bei der Einführung der ständischen Provinzialverfassung zu ihrem Abgeordneten. Als solcher führte er auf dem ersten und zweiten brandenburgischen Provinziallandtag das Protokoll. Später wurde A.F.A. von Rochow zum Landtagsmarschall ernannt und stand dieser Position fünf Landtagen vor. 1837 wurde der Stülper Gutsherr Mitglied des Staatsrats, Abteilung Innere Angelegenheiten. Nach der Märzrevolution von 1848 gab Adolf Friedrich August von Rochow sein Mandat als Abgeordneter zurück. Der neue nunmehr wirkende preußische König Friedrich Wilhelm IV. (1795–1861) ernannte Rochow zum lebenslänglichen Mitglied des Preußischen Herrenhauses. Mit Genehmigung Seiner Majestät musste der Platz aber nicht eingenommen werden.

### Johanniterorden – Kommendator
Adolf von Rochow auf Stülpe war einer von vierzehn Persönlichkeiten aus dem Kreis der Ritter des alten Kgl. Preuß. St. Johanniterordens, die am 17. Mai 1853 durch den Herrenmeister der wiederhergestellten „Balley Brandenburg des Ritterlichen Ordens S. Johannis vom Spital zu Jerusalem“ den Ritterschlag erhielten und zum Rechtsritter ernannt wurden. Am 23. Juni 1853 berief ihn der Herrenmeister Prinz Carl von Preußen zum Kommendator des Provinzial-Convents in der Provinz Brandenburg. Im selben Jahr entstand auf der Grundlage der am 8. August 1853 von König Friedrich Wilhelm IV. in seiner Eigenschaft als Protektor des Johanniterordens genehmigten Ordensstatuten der von ihm ins Leben gerufene „Verein der Johanniter-Ordensritter der Provinz Brandenburg“, später als „Provinzial-Brandenburgische Genossenschaft des Johanniterordens“ bezeichnet. Am 1. November 1854 wurde durch „allerhöchste Kabinettsorder“ die Genossenschaft mit Corporationsrechten ausgestattet. Bei der eigenständigen Gründung 1855 des ersten Johanniterkrankenhauses in Deutschland und zwar in Jüterbog wurde Rochow vom Gutsnachbarn Graf zu Solms-Baruth unterstützt. Beide gaben eine nennenswerte Summe hinzu. In Folge seines Ehrenamtes als Kommendator richtete Rochow unter Schirmherrschaft zwei Stiftungen ein. Eine zur Krankenpflege auf seinen Gutsdörfern und eine mit dem Namenszug Anna=Stiftung. Seine Tochter Anna betreute auch die Einrichtungen in den Krankenhäusern Jüterbog und Sonnenburg (heute Slonsk in Polen) und war des Weiteren im Luisenorden tätig. Selbst von zu Hause kontrollierte Rochow die Finanzen der Johanniterkrankenhäuser und ging dabei sehr pragmatisch und kaufmännisch vor. Rochows Wirken beim Aufbau des wieder erstarkten Johanniterordens, besonders der Provinzial-Genossenschaften, gilt bis heute als Vorbild.

### Familienchronist und Schriftsteller
Adolf Friedrich August, fast 50 Jahre Gutsherr auf Stülpe, war über alle Zeiten als Schriftsteller tätig. Seine älteste Tochter Anna Hyppolita half tatkräftig bei den Forschungen und sammeln von Aufzeichnungen. Rochow ist Autor der äußerst umfassenden Familienchronik „Nachrichten zur Geschichte des Geschlechts derer von Rochow und ihrer Besitzungen“ (1861), veröffentlicht in einhundert Exemplaren, sowie der Monographie „Das Schloss Stülpe“ (1868), vorbereitet als Fragment unter „Nachrichten über Stülpe“. In der besagten Familienchronik werden die bürgerlichen Ehefrauen der Verwandten im Übrigen nicht erwähnt, auch nicht im Einzelfall der Übertritt des Neffen Rochus III. von Rochow zum katholischen Glauben. Davor ist noch eine weitere eher unbekannte Schrift veröffentlicht worden: Der Schill’sche Zug 1809, Berlin 1859 – zum 50. Todestag des Ferdinand von Schill. Adolf von Rochow führte auch seit Jahrzehnten Tagebuch.
Zum Schluss seines Lebens war Rochow Familienältester, also Senior des gesamten Geschlechts der von Rochow. Die Stadt Jüterbog widmete dem Herrn Major von Rochow, Ritter mehrerer Orden und Herrn auf Stülpe ihre Chronik aus dem Jahre 1827. Schon 1819 war Adolf Friedrich August führend an der Stiftung des so genannten großen silbernen Familien-Humpen derer von Rochow beteiligt, gefertigt nach einem Entwurf von Schinkel.

### Lebensende
Am 2. April 1869 erlitt Rochow einen Schlaganfall. Nach kurzzeitiger Verbesserung seines Gesundheitszustandes verstarb der ehemalige Hofmarschall Adolf Friedrich August von Rochow auf Stülpe abends am 15. April des Jahres und wurde am 19. April 1869 mittags in der Erbgruft seiner Patronatskirche zur letzten Ruhe gebettet. An der Trauerfeier nahmen neben den eigenen Kindern auch Admiral Adalbert Prinz von Preußen – Gründer und Chef der preußischen Flotte – teil, dessen Eltern ja einige Male die Rochows auf Schloss Stülpe und den Golmberg besuchten. Weitere Honoratioren waren mehrere Landräte, einige Offiziere aus Berlin, Gutsnachbar Friedrich Graf zu Solms-Baruth, Neffe Hans Wilhelm von Rochow auf Plessow, zwölf Pastoren und Superintendent Beck, Abgesandte des Offizierskorps der Garnison Jüterbog, die meisten Mitglieder des Kreistages, die Bürgermeister der Städte Jüterbog und Luckenwalde mit Deputationen der Magistrate und Schützengilden.

## Schriften
- Tagebücher, Abschriften. U. a. Band im Heimatmuseum Luckenwalde, Familienarchiv von Rochow TB, Abschrift 20. Band, Eintrag 1. August 1859.
- Familienchronik: Nachrichten zur Geschichte des Geschlechts derer von Rochow und ihrer Besitzungen. Ernst und Korn, Berlin 1861, S. 158 ff, S. 168, S. 172 ff.,
  - Beilage 166 dort: Urkunde zur Stiftung des silbernen Familienhumpens nach einem Entwurf von Schinkel, vom 30. November 1819.
- Monographie: Das Schloss Stülpe. A. W. Schade, Berlin 1868, S. 100 ff.

## Sekundärliteratur
- Hans Joachim Helmigk: Märkische Herrenhäuser aus alter Zeit. Hrsg. Historische Kommission f. d. Provinz Brandenburg u. d. Reichshauptstadt Berlin. Ernst Wasmuth, Berlin 1929, DNB 580906779, S. 125–126, S. 168–169, S. 174. (Schlußbemerkung zu den Gutsarchiven).
- Hartwin Spenkuch: Das Preußische Herrenhaus. Adel und Bürgertum in der Ersten Kammer des Landtages 1854–1918. In: Beiträge zur Geschichte des Parlamentarismus und der politischen Parteien. Band. 110; Droste Verlag, Düsseldorf 1998, ISBN 3-7700-5203-X, S. 205.
- Peter-Michael Hahn, Hellmut Lorenz (Hrsg.): Herrenhäuser in Brandenburg und der Niederlausitz. Kommentierte Neuausgabe des Ansichtenwerks von Alexander Duncker (1857–1883). Band 1, Nicolai, Berlin 2000, ISBN 3-87584-024-0, S. 20. (Textbeigaben zu d. Litho`s von Alexander Duncker).
- Ewald Frie: Friedrich August von der Marwitz 1777–1837. Biographien eines Preußen. Schöningh, Paderborn / München / Wien / Zürich 2001, ISBN 3-506-72730-3, S. 14, 284, 298, 301 ff.